# Yves Bitseki Moto
Yves Bitseki Moto (ur. 23 kwietnia 1983) – gaboński piłkarz grający na pozycji bramkarza.

## Kariera klubowa
Moto jest wychowankiem klubu US Bitam i w jego barwach zadebiutował w pierwszej lidze gabońskiej.

## Kariera reprezentacyjna
W 2010 roku, nie mając na koncie debiutu w reprezentacji Gabonu, Moto został powołany przez selekcjonera Alaina Giresse'a do kadry na Puchar Narodów Afryki 2010. Tam był rezerwowym dla Didiera Ovono.